# William Johnson
William Johnson, nacido como William MacShane (1715-1 de julio de 1774) fundador de Johnstown, Nueva York, fue un pionero irlandés y oficial en el Nueva York colonial. También fue el Superintendente británico de los Asuntos de las Indias entre 1755 y 1774. Alcanzó el rango de mayor general del ejército británico durante la guerra Franco-india. Sir William llegó a ser un hombre muy rico y su finca en el valle del Río Mohawk tenía 1.600km².

## Orígenes y primeros años en América
William Johnson nació en el condado de Meath, Irlanda, en 1715. El apellido real de su padre era MacShane, pero lo cambió en su juventud por el de Johnson.
William Johnson en un principio había planeado llevar una vida dedicada al comercio y al derecho, pero en 1738 emigró a América para cuidar de unas tierras que había recibido su tío. El 30 de junio de 1739 Johnson compró una parcela, al norte del río Mohawk. En ella construyó una mansión de piedra, a la que llamó Mount Johnson y que se convertiría en Fort Johnson al estallar la guerra Franco-india y rodearse de una muralla.
La población indígena local eran los mohawks, miembros de la Confederación Iroquesa. A la llegada de Johnson, su población se había reducido a menos de 600 habitantes. Johnson logró una convivencia pacífica y fue adoptado por los mohawk, que lo nombraron jefe honorario en 1742. Durante esos años desarrolló una importante actividad comercial en la zona, con Fort Oswego, también comerciaba con pieles con gentes de la zona. También consiguió hacer de mediador con los comerciantes de Nueva York, sustituyendo a los comerciantes de Albany.
En 1744 estalla la guerra del rey Jorge y en 1746 Johnson fue nombrado "Coronel de los Guerreros de las Seis Naciones" y se le encargó reunir el mayor grupo posible de colonos e indígenas contra los franceses. Los Iroqueses se habían mantenido neutrales en la guerra hasta que Johnson les pidió ayuda, a lo que accedieron aunque de manera limitada. Johnson pagó por prisioneros de ambos sexos y todas las edades, llegando a tener un importante número de esclavos y sirvientes. En 1748 fue nombrado "Coronel de las levas de Nueva York", con lo que aumentaron sus responsabilidades. La paz fue firmada ese mismo año.
En 1750 fue nombrado Consejero del Gobernador de Nueva York. Un año después la finca de su tío le causó numerosas deudas y, cuando éste murió Johnson tuvo que afrontar las deudas contraídas durante sus años de trabajo.

## Guerra franco-india
En 1755, el general Edward Braddock nombró a Johnson Superintendente de los Asuntos Indios y le nombró mayor general del ejército. Braddock le puso la tarea de dirigir las milicias contra Crown Point. En septiembre consiguió la victoria en la batalla de Lake George resultando herido en la cadera durante el combate, una bala que se quedó en su cuerpo el resto de su vida. En octubre de ese año construyó el Fuerte William Henry. Un año después volvió a establecerse con los Iroqueses.
En diciembre de 1755 abandonó su puesto de Mayor general y el gobernador recomendó que se le retirase del puesto de Superintendente de los Indios. Sin embargo lo recuperó en 1756, cuando el gobernador fue sustituido. En 1757, cuando los franceses del fuerte William Henry, Johnson llegó a Fort Edward con un pequeño regimiento, pero Webb no le permitió salir en ayuda de Fort Edward Henry. Por culpa de este error de Webb Fort Edward Henry cayó en manos francesas.
Lideró a la Confederación Iroquesa en la batalla de Fort Niagara en el verano de 1759. Cuando John Prideaux, el comandante de la campaña, murió en combate fue Johnson quien tomó el control y ganó el fuerte. También acompañó al general Jeffrey Amherst en la captura de Montreal en 1760.

## Después de la guerra
Tras la guerra, el Rey George le premió con más tierras al norte del Mohawk.
En 1762 Fundó la ciudad de Johnstown, donde creó una escuela para niños ingleses e indios. El nombre se lo dio en honor a su hijo John. En esa ciudad construyó Johnson Hall, donde vivió el resto de su vida. La mayor parte de sus tierras eran cuidadas por esclavos, aunque trajo a muchos irlandeses como terratenientes. Se dice que fue uno de los mayores esclavistas de Norteamérica de su época.
En 1764, la Guerra Pontiac le cosolidó en la política de las colonias norteamericanas ya que fue el encargado de redactar y firmar la paz en nombre de Inglaterra. Dos años después creó una logia masónica en Johnstown, donde pronto fue nombrado maestro. En la ciudad construyó la primera iglesia, los juzgados y la cárcel.
Johnson, gracias a sus inicios como comerciante con los indios, pronto se convirtió en una de las personas más prosperas de las colonias americanas y, con ello adquirió mucha influencia. Los negocios de Johnson abarcaban desde la agricultura hasta la industria. Cuando murió era el segundo mayor terrateniente del Estado de Nueva York.
Murió de un ataque al corazón el 11 de julio de 1774 durante una reunión india. Su entierro fue multitudinario y los miembros de las Seis Naciones le dedicaron un rito aparte del cristiano.